# Sideroxylon alachense
Sideroxylon alachense là một loài thực vật có hoa trong họ Hồng xiêm. Loài này được L.C.Anderson miêu tả khoa học đầu tiên năm 1997.